# 칸숀
칸숀(Canción)은 라틴 아메리카의 음악(특히 쿠바)의 대중 장르이다.
라틴 음악의 대부분은 댄스 리듬을 가지고 있지만, 댄스리듬과 관계가 없는 단순한 노래의 곡을 칸숀이라 한다. 프랑스어의 샹송, 이탈리아어의 칸초네에 상당하는 말이 에스파냐어로는 칸숀이다.

## 같이 보기
- 쿠바의 음악
- 누에바 칸시온